# Зайцівка (Кантемирівський район)
Зайцівка (рос. Зайцовка) — село Кантемирівського району Воронізької області. Адміністративний центр Зайцівського сільського поселення.
Населення становить 545 осіб за переписом 2010 року (248 чоловічої статі та 297 — жіночої), 624 особи на 01.01.2005.

## Історія
За даними 1859 року на казенному хуторі Богучарського повіту Воронізької губернії мешкало 1132 особи (706 чоловічої статі та 674 — жіночої), налічувалось 182 дворових господарства, існували православна церква, відбувалось 2 ярмарки на рік.
Станом на 1886 рік у колишній державній слободі Константиновської волості мешкало 1840 осіб, налічувалось 255 дворових господарств, існувала православна церква, 25 вітряних млинів, лавка й торжок.
За переписом 1897 року кількість мешканців зросла до 1829 осіб (892 чоловічої статі та 937 — жіночої), з яких всі — православної віри.
За даними 1900 року на хуторі мешкало 1871 особа (935 чоловічої статі та 936 — жіночої) переважно українського населення, налічувалось 268 дворових господарств, існували православна церква, земська школа, маслобійний завод, мануфактурна, 2 дріб'язкових і винна лавки, відбувалось 2 ярмарки на рік.